# Апатински пут (Сомбор)
| Улица Апатински пут | Улица Апатински пут                              |
| ------------------- | ------------------------------------------------ |
|                     |                                                  |
| Почетак             | Венац војводе Петра Бојовића                     |
| Дужина              | 2500 m                                           |
| Ширина              | 22 до 90 m                                       |
| Створена            |                                                  |
| Названа             |                                                  |
| Стари називи        | Каналска улица, Текели пут, Улица Краља Петра II |
|                     |                                                  |
|                     |                                                  |
| Поглед на улицу     |                                                  |

Улица Апатински пут је једна од најстаријих градских улица Сомбору, седишту Западнобачког управног округа. Протеже се правцем који повезује Венац војводе Петра Бојовића и мост који се налази на Великом Бачком каналу, тј. почетак Центарле. Дужина улице је око 2500 м. 

## Име улице
Почетком 19. века улица је названа Каналском улицом. Почетком 20. века, Текели пут, да би после 1934. године названа по Краљу Петру II. Након Другог светског рата улица поново добија назив Апатински пут.

## Историјат
Улица Апатински пут је уцртан на сликама града Сомбора још с краја 17. века. Апатински пут је једна од првих улица Сомбора која се некада протезала од некадашњег западног шанца града (данас Венац Петра Бојовића) ка реци Мостонги. Данас се протеже до иза моста на Великом бачком каналу. Улица је поплочана 1873/84. године, а асфалтирана шездесетих година 20. века. Целом дужином Апатинског пута, до моста код Великог Бачког канала, налази се бициклистичка стаза која је асфалтирана када и улица. Дуж целе улице у више редова посађени су бођоши. Улица Апатински пут на свом средишњем и завршном делу преставља најширу улицу у Сомбору.

## Суседне улице
- Венац војводе Петра Бојовића
- Улица Кнеза Милоша
- Улица Јожефа Флосбергера
- Улица Мостарска
- Улица Матије Гупца
- Улица Максима Горког
- Улица Пере Сегединца
- Улица Николе Пашића
- Улица Петра Деспотовића
- Улица Илије Бирчанина
- Улица Милоша Црњанског
- Улица Стевана Мокрањца
- Улица Жикице Јовановића Шпанца
- Обилазница

## Улицом Апатински пут
Улица Апатински пут је улица у којој се налази мноштво продајних објеката, продавница, фирми, угоститељских објеката. Апатински пут је улица која је пре свега насељена улица са једноспратним, двоспратним кућама како старијом тако и новијом градњом. 

### Значајне институције и објекти на Апатинском путу[2]
- Куглана Bowling Stones Club, на броју 1, у склопу је хотела Интернацион

Осим Bowlinga на располагању су и други видови забаве: билијар, Air hockey, X-Box, пикадо, фудбалица, Team Building, и друго. На располагању су 4 AMF fowling стазе. У склопу Куглане налазе се и Bowling пивница, Green town caffe, Long bar и Green town Garden.
- Национална служба за запошљавање - филијала Сомбор, на броју 1
- Меридиан спортска кладионица, на броју 2
- Opportunity Банка, на броју 6
- ЈП Војводинашуме - Шумско газдинство Сомбор, на броју 11
- Црвени крст Сомбор, на броју 19

Године 1901. одржана је оснивачка седница Друштва Црвеног крста у Сомбору и од тада оно успешно делује у следећим областима рада: деловање у несрећама, дифузија, добровољно давалаштво крви, здравствено просвећивање - алкохолизам, информативна мрежа, међународна сарадња, организација и развој, подмладак и омладина, прва помоћ и реалиситички приказ повреда и стања оболелих, психосоцијална подршка и социјална заштита.
- Школа за основно и средње образовање са домом "Вук Караџић" Сомбор - Ресурсни центар Дело, на броју 29

Ресурни центар је формиран 2004. године. У раду Ресурног центра “ДЕЛО” је ангажовано седамнаест стручњака за специјалну едукацију и рахабилитацију свих профила: олигофренолози, логопеди, специјални педагози, соматопеди, сурдолог, тифлолог.
- Меркур - продавница грађевинског материјала, на броју 31
- Стоматолошка ординација др Норберт Такач, на броју 36
- Опште болнице "Др Радивој Симоновић" - Одељење за психијатрију, на броју 38

На месту где је данас смештено Одељење за психијатрију Опште болнице "Др Радивој Симоновић" налазила се најстарија Градска болница изграђена у другој половини 18. века. Првобитно су је чиниле две зграде. Болница је више пута обнављана, изнова грађена и дограђивана.
- Синагога маркет, на броју 39
- Месара Месопроизвод, на броју 44
- Стоматолошка ординација Др Стричевић, на броју 51/А
- Ортодонтска ординација Ортис, на броју 51/А
- Маркет ВВ, на броју 56
- Средња економска школа Сомбор, на броју 90

Средња економска школа у Сомбору је основана 1888. године, а од 1977. године се налази у згради на Апатинском путу. Од школске 1993/94. године у школи се образују ученици за подручје рада економија, право и администрација и трговина, угоститељство и туризам.
- Спортска хала Мостонга

Спортска хала Мостонга изграђена је 1971. године, делимично реновирана 2005. године. У оквиру хале налази се:
велика сала која поседује терен за рукомет, кошарку и одбојку; офо сала, помоћна сала са тереном за кошарку и одбојку; сала за борилачке спортове; мала сала; сауна; фитнес центар; трим стаза. Пратеће објекте чине и 13 свлачионица, press сала, угоститељски објекат, канцеларијски простор и спортски диспанзер.
- Градски базен Сомбор

Чине га затворени и отворени градски базен. Затворени градски базен изграђен је 1981. године, а 2009. године је извршено значајно реновирање. Затворени базен поседује: велики базен и мали базен. Пратећу инфраструктуру чине трибине (260 седећих места), 6 колективних свлачионица, кабине за пресвлачење и сала за састанке.Отворени градски базен изграђен је 1981. године. Отворени базен поседује: олимпијски базен и два дечија базена. Пратећу инфраструктуру чине кабине за пресвлачење, бифе, објекти за продају брзе хране, дечије игралиште, терен за одбојку на трави, кошраку и мали фудбал.
- Електродистрибуција Сомбор
- Картон плус - фирма за производњу таласастог папира и картона и амбалаже од папира и картона.
- Вила Тамара

Вила Тамара, некада Вила Кризманић, је ресторан са преноћиштем удаљен око 3 км од центра Сомбора. Налази се са десне стране улице, 100 метара пре моста на Великом Бачком каналу.
- Дом за негу и стара лица

Заједно са Домом пензионера који се налази на Првомајском булевару чини Геронтолошки центар Сомбор. У Дому за негу и стара лица који је окруженим пространим зеленим површинама и воћњаком, смештено је око 220 корисника, од тога око 100 у стационарним собама.
- Бетоњерка Сомбор - бетонски елементи, налази се одмах иза моста на Великом бачком каналу

Од стране Јавног предузећа Електровојводина Нови Сад, 1961. године основана је Бетоњерка Сомбор, ради задовољења својих потреба у изградњи електромреже у Војводини.

## Галерија
- Стари део хотела Слобода, Куглана Bowling Stones Club
- Национална служба за запошљавање - филијала Сомбор
- Поглeд на улицу
- Вила Тамара